# Robin Tunney
Robin Tunney, född 19 juni 1972 i Chicago, Illinois, är en amerikansk skådespelerska.
Hon har bland annat spelat Veronica Donovan i Prison Break och teamledaren Teresa Lisbon i The Mentalist. Hon spelade även en patient (Rebecca Adler) i pilotavsnittet till sjukhusserien House.
Tunney har irländskt påbrå på båda sina föräldrars sida.

## Filmografi (urval)
- 1992 – California Man
- 1996 – Den onda cirkeln
- 1999 – End of Days
- 2000 – Vertical Limit
- 2003 – The In-laws
- 2004 – Paparazzi
- 2005 – Runaway
- 2005 – The Zodiac
- 2005–2006 – Prison Break (TV-serie)
- 2006 – Hollywoodland
- 2008–2012 – The Mentalist (TV-serie)